# Parathalestris harpactoides
Parathalestris harpactoides är en kräftdjursart som först beskrevs av Claus 1863.  Parathalestris harpactoides ingår i släktet Parathalestris och familjen Thalestridae. Inga underarter finns listade i Catalogue of Life.